# Liste de personnalités liées à Ploërmel
Cet article liste les personnalités liées à Ploërmel. Elles y sont nées, y ont vécu et ont fortement influencé la ville de Ploërmel ou ont eu une notoriété nationale. Certains sont enterrés au cimetière communal ou ont une rue portant leur nom en leur hommage ou une statue qui leur est dédiée sur l'espace public.

## Personnalités nées à Ploërmel

### Personnalités militaires
Jacques-Pierre Rioust des Villes-Audrains, avocat au Parlement, né à Ploërmel en 1725, eut un rôle important dans la bataille de Saint-Cast en 1758 où, pendant deux jours, les 7 et 8 septembre 1758, une centaine de volontaires arrêta 12 000 soldats anglais venant de Saint-Jacut, ce qui permit au duc d'Aiguillon de réunir les troupes qui écrasèrent l'ennemi à Saint-Cast le 11 septembre 1758. Le nom d'une rue lui a été donné à Matignon en 1904 et à Ploërmel en 1909,.
Jean-Louis Dubreton (1773-1855), baron, est nommé général de division de la République et de l'Empire le 23 décembre 1812 à la suite du siège de Burgos. En 1813, le général Dubreton se distingue une nouvelle fois à la bataille de Hanau. Son nom est gravé sous l'Arc de Triomphe et une rue lui est dédiée à Ploërmel.
Joseph-Marie Riallan, sergent aux zouaves pontificaux, né à Ploërmel le 21 août 1843, meurt pour la défense de l’église lors de la bataille de Mentana le 3 novembre 1867, pendant les guerres du Risorgimento, qui oppose les Chemises rouges de Giuseppe Garibaldi aux troupes pontificales et françaises,. Une rue lui est dédiée.
Le Père Mathurin était un crieur de journaux lors de la Première Guerre mondiale qui informait les ploërmelais des événements. Sans savoir ni lire ni écrire, il distribuait le journal et était réputé pour savoir raconter les histoires. Une statue honore sa mémoire.
Avec Paul Hervy, Lionel Dorléans et Louis Chérel, Henri Calindre dit Mystringue est enterré dans le carré militaire de Ploërmel. Résistant de la première heure, il a été fusillé par les Allemands le 30 juin 1944 près de Rennes à Saint-Jacques-de-la-Lande,.
Bernard Jouan de Kervenoaël (1912-1970), né à Ploërmel, est officier de cavalerie au début de la Seconde Guerre Mondiale. Résistant de la première heure, il prend la direction militaire du Corps-franc de la Montagne Noire, vaste maquis aux confins de l'Auvergne et du Midi toulousain, menant plusieurs combats contre les troupes d'occupation allemandes.
André Fauve (1935-1968), né à Ploërmel et petit fils de Louis Guillois, est commandant du sous-marin Minerve lors de sa disparition au large de Toulon le 27 janvier 1968. Une rue de la commune porte son nom.

### Scientifiques
Alphonse Guérin, né à Ploërmel en 1817, est élu membre de l'Académie de médecine en 1868 et invente pendant le siège de Paris de 1870 le pansement ouaté (ouate, recouvrant de l'alcool camphré et de l'eau phéniquée, emballée dans du tissu) pour empêcher les germes présents dans l'air d'atteindre la plaie. Il meurt à Paris en 1895. Une rue lui est consacrée.
Charles Saffray, né à Ploërmel en 1833, devient médecin précurseur de l'hygiénisme et explorateur de la Nouvelle-Grenade.

### Personnalités religieuses
Louis Prévoteau (1922-2014), prêtre catholique né à Ploërmel, est fondateur de la « Madone des motards » à Porcaro.

### Artistes
Plusieurs personnages nés à Ploërmel se sont illustrés dans les arts : en musique, Dorig Le Voyer (1914-1987), artisan luthier à Ploërmel, l'un des principaux artisans de la renaissance de la musique bretonne, Raoul de Navery (1829-1885) et Ludovic Jan (1864-1894), tous deux poètes ; dans le domaine de la peinture, on peut citer les noms des peintres Victor René Garson (1796-1867), né dans la commune, et Léon Le Goaebe de Bellée (1846-1891).
Stendhal (1783-1842) est passé à Ploërmel au cours de son voyage en Bretagne : « … Ploërmel, dont j'ai admiré la charmante église. Ses formes, quoique gothiques, écartent l'idée du minutieux ; mais il faudrait deux pages pour expliquer suffisamment mon idée ou plutôt ma sensation, et rien ne serait plus difficile à écrire (…) Eh bien ! l'église de Ploërmel, comparée aux autres édifices gothiques, n'a l'air ni pauvre, ni laid. »,.

### Sportifs
Jean-Charles Gicquel, né à Ploërmel en 1967, athlète international, a été détenteur du record de France de saut en hauteur en plein air de 1994 à 2014 avec un saut de 2,33 m et est toujours détenteur du record en salle avec 2,35 m.

## Personnalités ayant marqué l'histoire de Ploërmel

### Personnalités religieuses
Jean II de Bretagne, comte de Richemont (1239-1305), est fondateur du couvent des Carmes en 1273. Ayant accompagné son père Jean Ier à la 6e croisade, il revint en Bretagne et ramena avec lui de Terre sainte deux religieux carmes qu'il installa à Ploërmel, y fondant la première communauté carme de Bretagne.
Jean-Marie de La Mennais, né en 1780 à Saint-Malo, mort en 1860 à Ploërmel, est fondateur de la congrégation des Frères de l'instruction chrétienne de Ploërmel en 1819 et du lycée qui porte son nom.

### Personnalités politiques
Tuault de la Bouverie est conseiller du roi, dernier sénéchal de la ville et maréchaussée de Ploërmel, fonction qu'il a exercée pendant 23 ans. Élu aux États Généraux, il refusa de prendre part au serment du Jeu de Paume. Emprisonné sous la Révolution à plusieurs reprises, il est libéré en 1796 avant d'être élu député du Morbihan en 1803. Il siège au Corps législatif jusqu'en 1814 et est réélu sous la Restauration à la Chambre des députés. Il est anobli par Louis XVIII le 25 novembre 1814, promu officier de la Légion d'honneur le 26 janvier 1815, et nommé, l'année suivante, conseiller général du Morbihan, et président du tribunal de Ploërmel à 72 ans. Il est enterré dans le cimetière communal,.
Rodolphe Claude Perret de Trégadoret (1741-1798), homme politique né à Ploërmel, député aux États généraux de 1789.
Marc-Antoine de La Boëssière de Lennuic, marquis de La Boëssière puis député du Morbihan, né en 1766, mort en 1846 en son château de Malleville.
Louis Guillois (1872-1952), médecin, sénateur et député, fut maire de Ploërmel pendant quarante-huit ans (1904-1952), la plus longue mandature de la commune.